# 아이 리브 위드 모델스
《아이 리브 위드 모델스》(영어: I Live with Models)는 2015년부터 현재까지 방영된 영국의 시트콤이다.